# ZSSK-Baureihe 495.95
Die Fahrzeuge der ZSSK-Baureihe 495.95 sind schmalspurige Elektrotriebwagen mit kombiniertem Reibungs- und Zahnradantrieb der Eisenbahngesellschaft der Slowakei (ZSSK) für den Betrieb auf der Zahnradbahn Štrba–Štrbské Pleso und der Elektrischen Tatrabahn. Sie entsprechen dem Typ GTW der vierten Generation von Stadler Rail.

## Geschichte

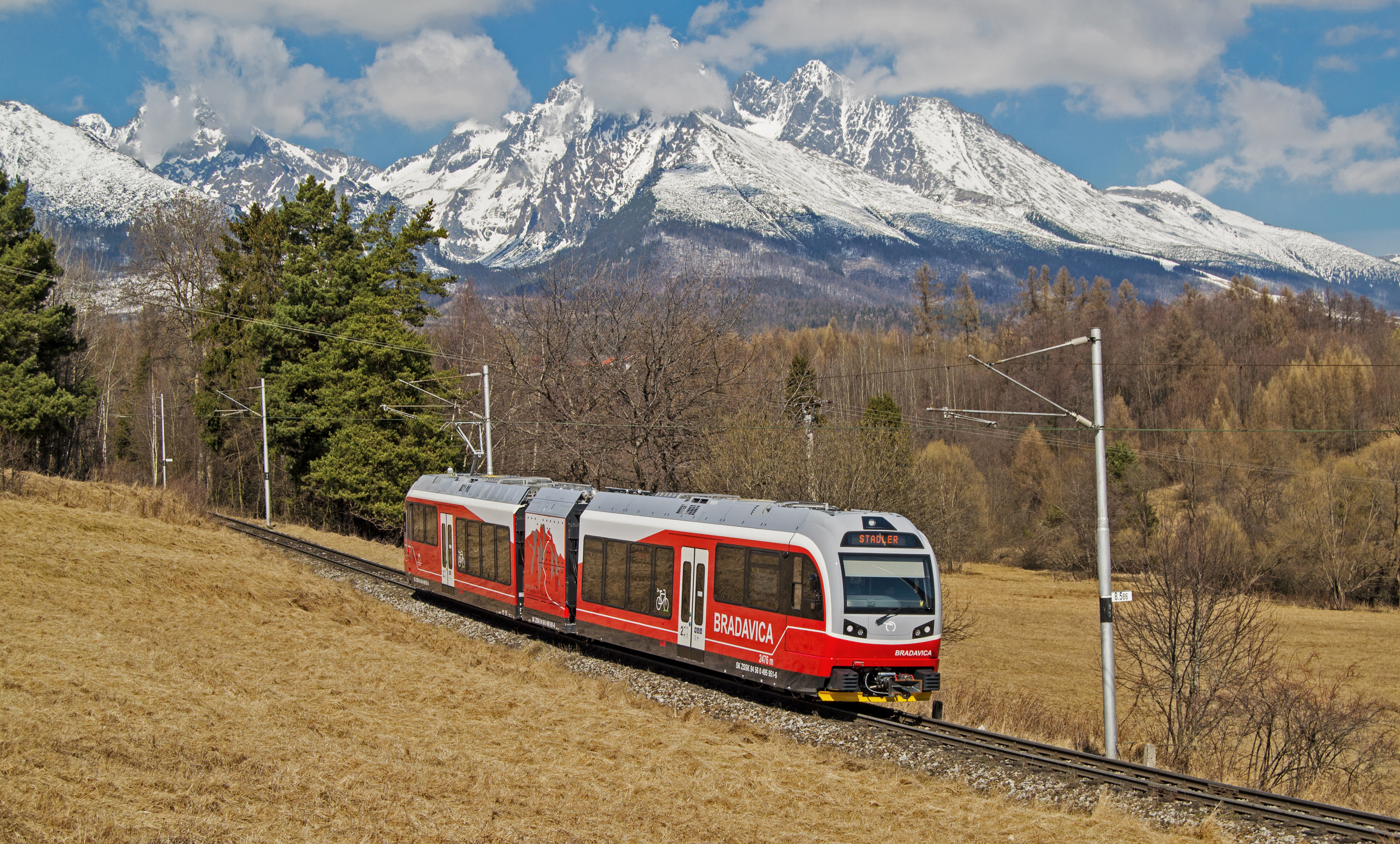
495 951 Bradavica bei Nová Lesná

Im Jahr 2018 wurden für die Zahnradbahn Štrba–Štrbské Pleso neue Fahrzeuge ausgeschrieben, um die fast 50 Jahre alten Triebwagen der Baureihe 405.95 zu ersetzen. Schließlich wurden fünf Triebwagen und eine Zweikraftlokomotive HGem 2/2 bei Stadler in der Schweiz für 38,8 Millionen Euro bestellt. Für die Gestaltung des Außendesigns wurde von der ZSSK ein öffentlicher Wettbewerb ausgelobt, bei dem fünf verschiedene Varianten zur Auswahl standen. Der Gewinner war ein Entwurf von Jakub Rusňák mit Bildern von weniger bekannten Gipfeln der Hohen Tatra.
Ab Jänner 2021 wurden die Fahrzeuge als Schwertransport auf dem Straßenweg angeliefert. Sie erhielten neben den Betriebsnummern 495 951–955 die Namen Bradavica, Stredohrot, Kostolík, Vysoká und Ganek. Durch Probleme bei der Inbetriebnahme und der gleichzeitigen Kompletterneuerung der Zahnradbahn verzögerte sich der Einsatz im Reiseverkehr bis zum Dezember 2021. Ab diesem Zeitpunkt durften die Triebwagen im Adhäsionsbetrieb eingesetzt werden und ab dem 16. Februar 2022 schließlich auch im Zahnradbetrieb nach Štrba.
Da die Vorgängerfahrzeuge bis zu 250 Personen Platz boten, werden die neuen, kleineren Triebwagen zwischen Štrba und Štrbské Pleso in Doppeltraktion eingesetzt. 2023 und 2024 verdichtete ein einzelner Triebwagen den Fahrplan in der Hauptsaison (Winter und Sommer) jeweils zweistündlich zu einem Halbstundentakt. Die verbleibenden beiden Triebwagen bedienen gemeinsam mit den 425.95 die Strecke der Elektrischen Tatrabahn zwischen Poprad und Štrbské Pleso. Die ursprünglich favorisierten Pläne zum Durchlauf der Fahrzeuge auf der Gesamtstrecke von Štrba bis Poprad werden vorerst nicht umgesetzt, da dafür weitere Neubautriebwagen beschafft werden müssten.

## Technische Beschreibung

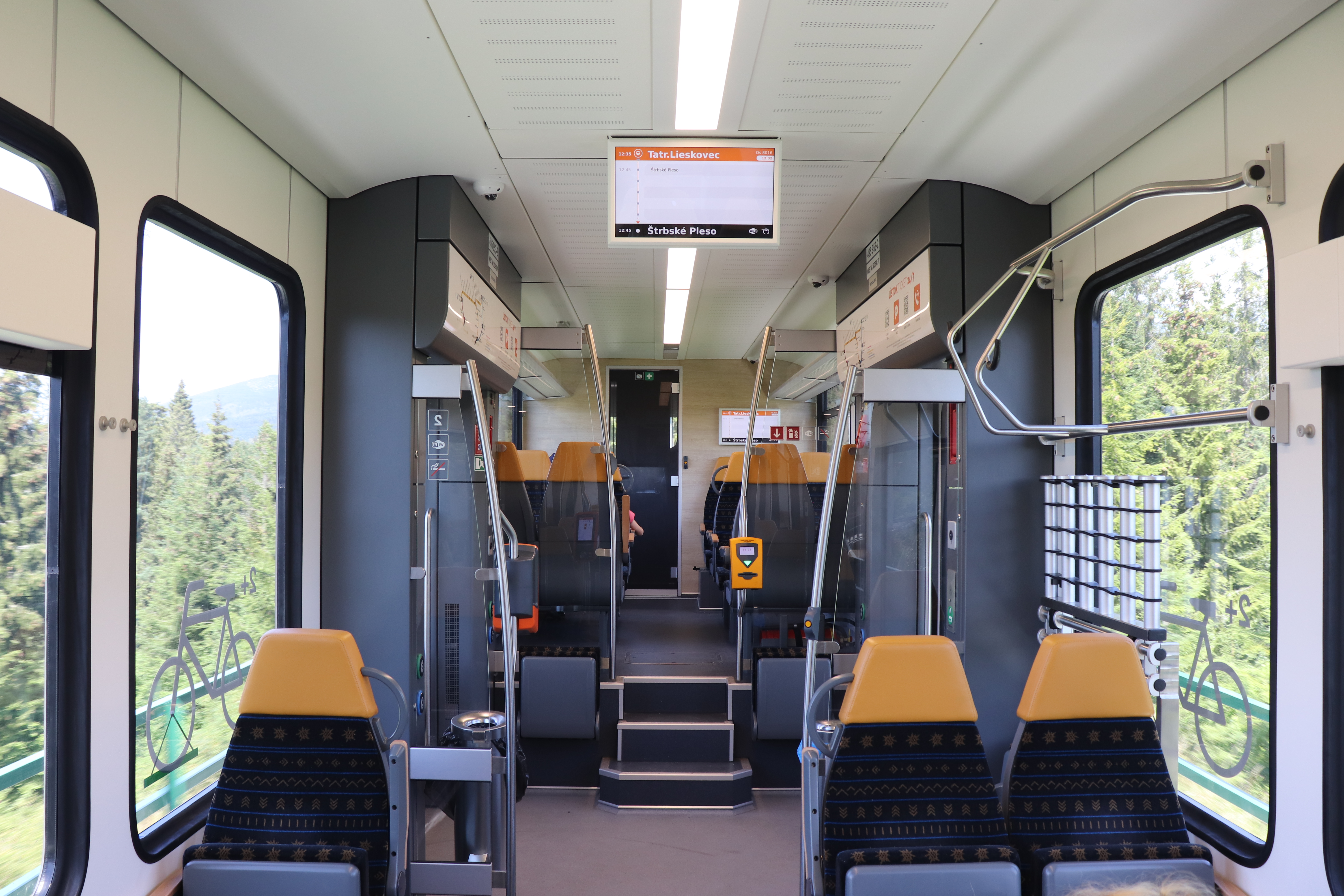
Fahrgastraum

Die beiden nicht angetriebenen Endwagen stützen sich auf dem mittigen Antriebsmodul ab, in dem die komplette Antriebsausrüstung untergebracht ist. Neben zwei Antriebsachsen sind zwei Triebzahnräder vorhanden. Zur Fahrzeugmitte hin ist der Fahrgastbereich niederflurig ausgeführt, Richtung Führerstand sind wegen der Unterbringung des Drehgestells Stufen notwendig.
Bei einer Sitzteilung 2+2 ergeben sich 91 Sitzplätze, 2 Rollstuhlplätze und 88 Stehplätze. Außerdem gibt es Platz zum Abstellen von Fahrrädern, Wintersportgeräten und Kinderwagen. Die Triebzüge sind klimatisiert und mit Videoüberwachung, Fahrgastinformationssystem, WLAN, Ladesteckdosen für Kleingeräte und einem Fahrgastzählsystem ausgestattet.